# Unisul Esporte Clube (pallavolo maschile)
L'Unisul Esporte Clube fu una società pallavolistica maschile brasiliana, con sede a Joinville.

## Storia
Il Telesp Clube si fa notare per la prima volta nel 1988, classificandosi secondo al Campionato Paulista. In seguito prende parte al massimo campionato brasiliano, ricevendo a partire dal 1994 la forte sponsorizzazione dell'azienda di articoli sportivi Olympikus, vincendo la Superliga 1995-96 e il Campionato Paulista 1996, Dopo la vittoria del titolo statale, per la Superliga 1996-97 il club si trasferisce da San Paolo a Indaiatuba, classificandosi terzo.
Il club raggiunge ancora una finale al Campionato Paulista 1997, ma al termine del torneo il club viene trasferito a Rio de Janeiro, quando l'azienda sponsor acquista il club grazie alla Legge Zico, chiamandolo Olympikus Esporte Clube. Nella città carioca arrivano una finale scudetto e un terzo posto in campionato, rispettivamente nella Superliga 1997-98 e 1998-99, oltre a due affermazioni nel campionato statale.
Nel 1999, dopo il secondo titolo di stato consecutivo, il club viene acquistato dall'Universidade do Sul de Santa Catarina, prendendo il nome di Unisul Esporte Clube, trasferendo così la propria sede a Florianópolis per la Superliga 1999-00, in cui raggiunge ancora una finale scudetto. Col trasferimento nello stato di Santa Catarina partecipa al campionato statale locale, ottenendo cinque affermazioni consecutive; in ambito nazionale invece raggiunge un'altra finale scudetto nella stagione 2002-03, aggiudicandosi il suo secondo titolo nazionale nella stagione seguente.
Nel 2005 il club sposta nuovamente la propria sede, questa volta nella città di São José, dove gioca per due annate, vincendo il sesto Campionato Catarinense della propria storia. Due anni dopo, nel 2007, il club trasloca invece a Joinville, vincendo ancora un titolo catarinense; tuttavia nel 2009, dopo aver perso il sostegno economico di alcuni sponsor, cessa le proprie attività.

## Palmarès
- Campionato brasiliano: 2

1995-96, 2003-04
- Campionato Paulista: 1

1996
- Campionato Carioca: 2

1998, 1999
- Campionato Catarinense: 7

2000, 2001, 2002, 2003, 2004, 2005, 2007

## Denominazioni precedenti
- ?-1997: Telesp Clube
- 1997-1999: Olympikus Esporte Clube